# Petrus-Gemeindehaus (Langen)

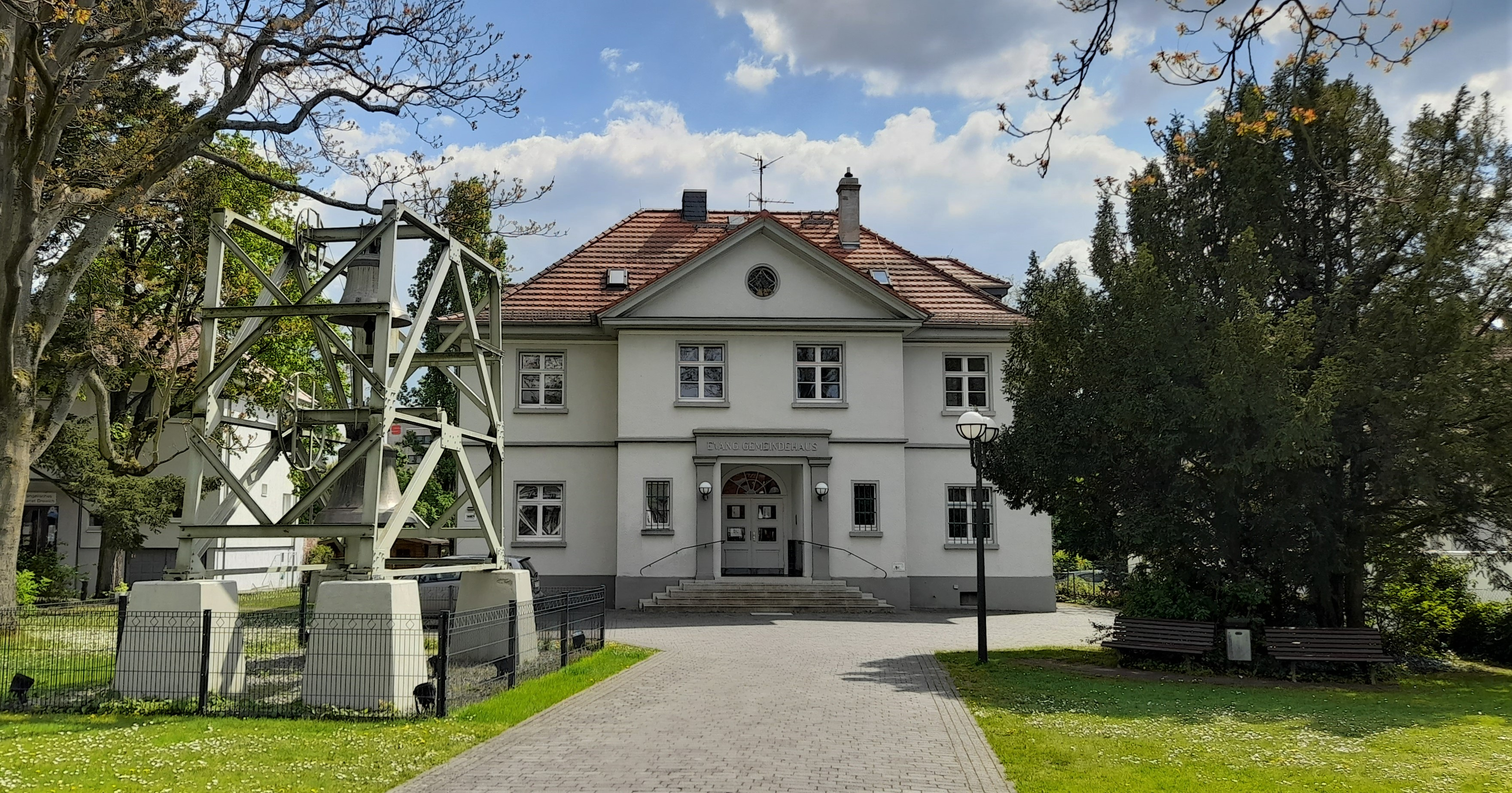
Nordansicht des evangelischen Petrus-Gemeindehauses in Langen mit Glockenträger

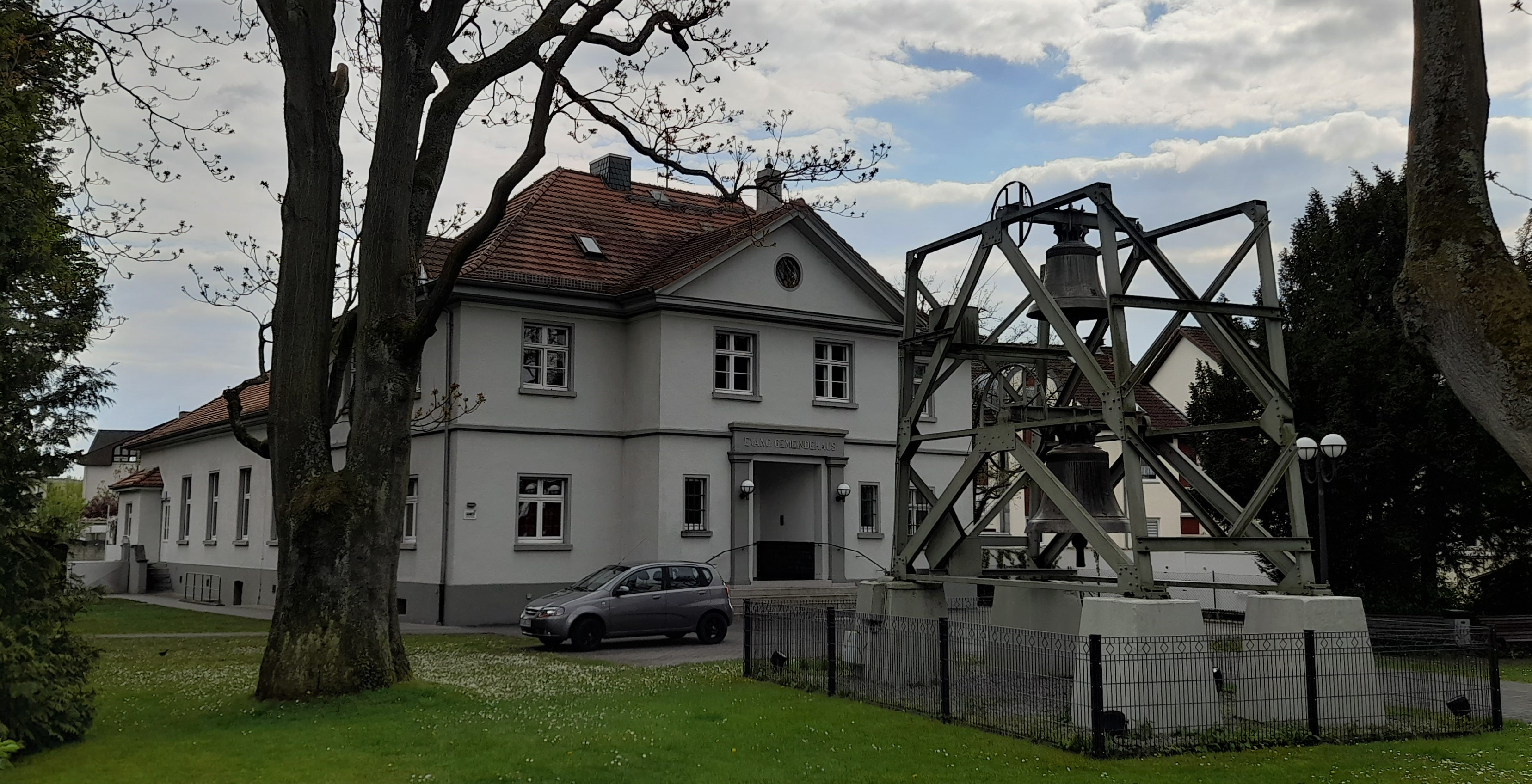
Nordostansicht des Petrus-Gemeindehauses mit Glockenträger

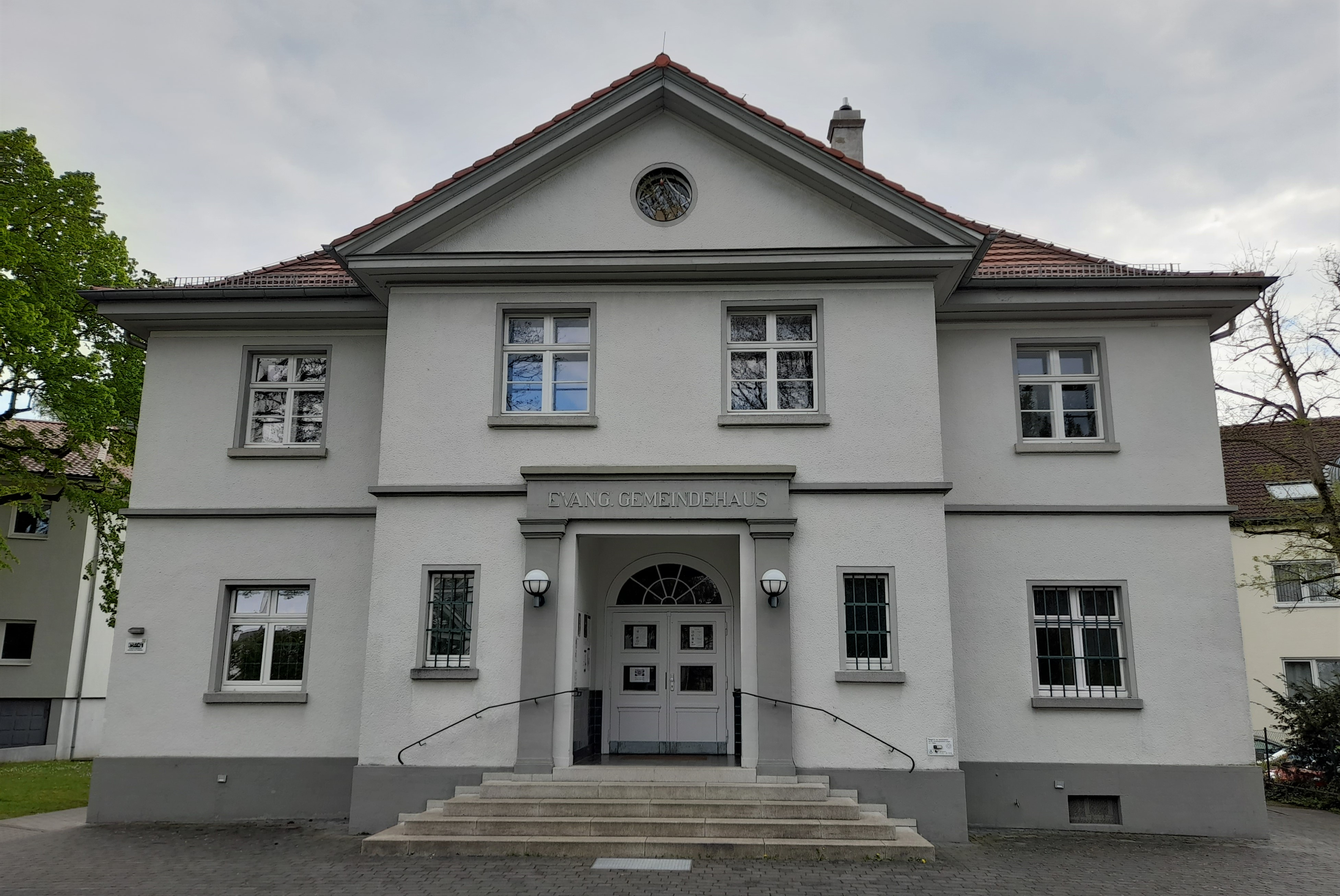
Nordansicht des Petrus-Gemeindehauses

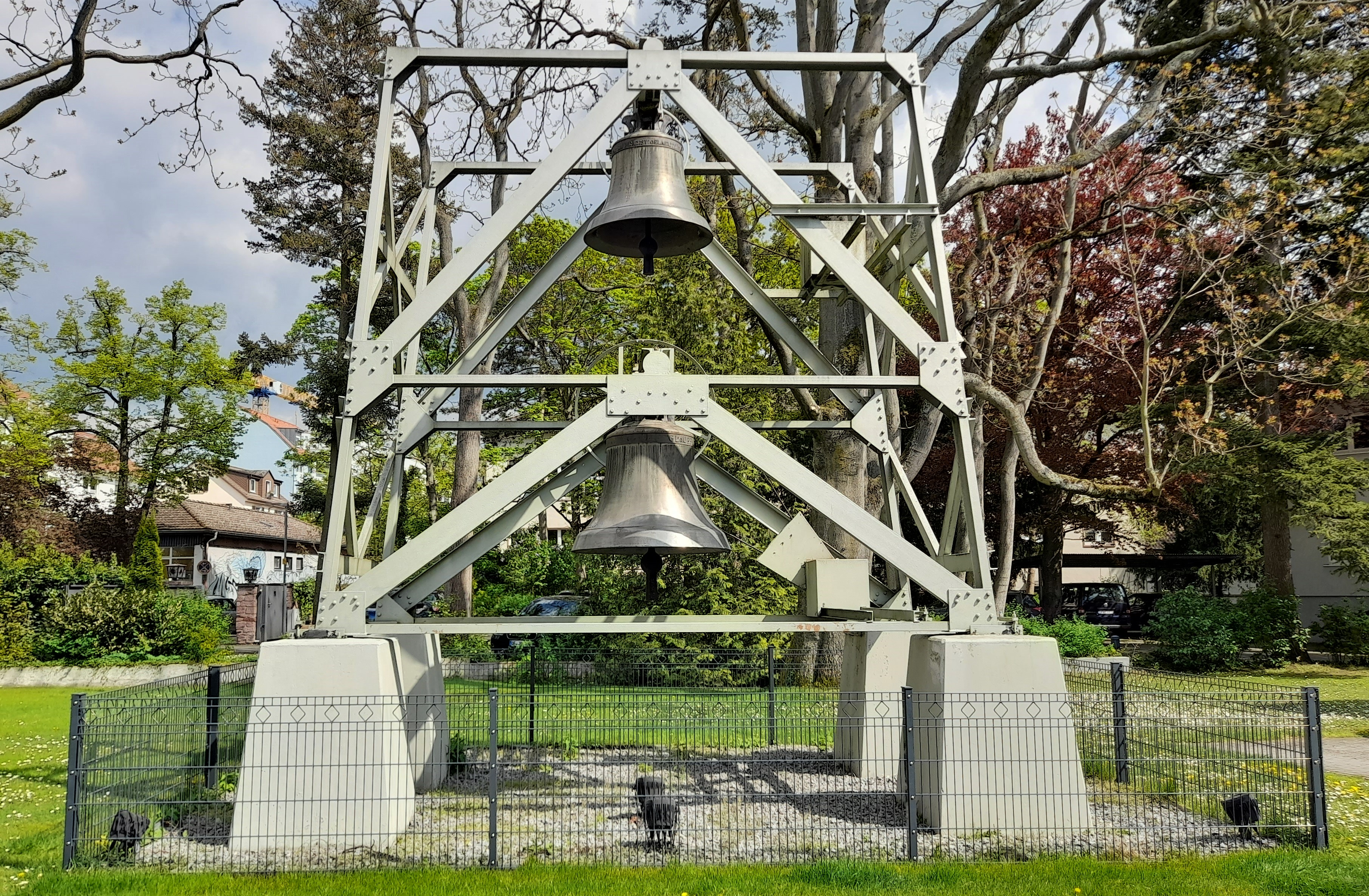
Glockenträger des Petrus-Gemeindehauses

Das Petrus-Gemeindehaus ist ein unter Denkmalschutz stehendes evangelisches Gemeindezentrum mit Kirchensaal in Langen, einer Mittelstadt im südhessischen Landkreis Offenbach. Es ist im Stil des Neoklassizismus erbaut worden und einer von vier Kirchorten der evangelischen Gemeinde in Langen, die zum Dekanat Dreieich-Rodgau der Evangelischen Kirche in Hessen und Nassau (EKHN) gehört.

## Geschichte
Mit dem Wachstum der Stadt Langen in der ersten Hälfte des 20. Jahrhunderts nahm auch die Zahl der evangelischen Gemeindemitglieder im Ort deutlich zu. Da sich viele Langener Protestanten in evangelischen Vereinen engagierten, entstand bald die Idee zum Bau eines evangelischen Gemeindehauses als Zentrum der Vereinsarbeit. Anfängliche Planungen scheiterten jedoch mangels geeignetem Grundstück und finanzieller Mittel.
Im Jahr 1925 erwarb die evangelische Gemeinde das im damaligen Stadterweiterungsgebiet gelegene Grundstück, auf dem heute das Petrus-Gemeindehaus steht, und begann mit dessen Errichtung nach Plänen des Langener Stadtbaumeisters Jakob Brummer. Die Stuck- und Rabitzarbeiten im großen Saal des Hauses wurden von Christoph Dietzel ausgeführt, die Weißbinderarbeiten von Ferdinand Heuß. Des Weiteren wurden Bühne und Saaldecke mit verschiedenen Glaubenssymbolen verziert, u. a. einer Öltaube und den Evangelistensymbolen. Heute ist diese figurative Ausmalung nicht mehr erhalten, da sie bei einer Erneuerung des Anstrichs überfasst wurde.
Nach dem Ende des Zweiten Weltkriegs stieg die Bevölkerungszahl Langens sprunghaft an und damit einhergehend auch die Mitgliederzahl der evangelischen Gemeinde. Das Petrus-Gemeindehaus wurde nun regelmäßig zur Feier von Gottesdiensten genutzt, der große Saal übernahm zunehmend die Funktion eines Gottesdienstraumes.
1963 entwarf der Frankfurter Architekt Hans Georg Heimel Pläne zur Erweiterung des Gemeindehauses um ein zur Straße vorgerücktes, flachgedecktes, zweigeschossiges Gebäude, die jedoch trotz Erlangung der Selbstständigkeit unter dem Namen Evangelische Petrusgemeinde im darauffolgenden Jahr nie realisiert wurden.
Im Jahr 1972 wurde das Petrus-Gemeindehaus um einen freistehenden, offenen Glockenträger im Norden der Anlage ergänzt.

## Baubeschreibung
Das Petrus-Gemeindehaus liegt an der Bahnstraße zwischen der Langener Altstadt im Osten und dem Langener Bahnhof im Westen. Es erhebt sich im Straßenverlauf zurückgesetzt auf längsrechteckigem Grundriss.
Der verputzte walmbedachte Saalbau ist in Nord-Süd-Richtung ausgerichtet. Ein zweigeschossiger Querbau mit repräsentativer, klassizistischer Fassade schließt im Norden an das Gebäude an und grenzt es zur Straße hin ab. Der Haupteingang befindet sich im Mittelrisalit des Querbaus, der von einem Dreiecksgiebel mit Rundfenster überdacht wird. Auf einem von zwei Wandpfeilern gestützten Balkon über dem Eingang sind Metallbuchstaben angebracht, die den Schriftzug EVANG. GEMEINDEHAUS bilden. Sowohl Saalbau als auch Querbau sind unterkellert und beherbergen in ihrem Untergeschoss mehrere Funktions- und Lagerräume.
Das Hauptportal im Norden führt über ein Foyer im Querbau, in dem auf zwei Etagen verschiedene Büro- und Sitzungsräume verteilt sind, in den großen Kirchensaal des dahinterliegenden Saalbaus. Wie der gesamte Saalbau erstreckt sich auch der von einem Rabitzgewölbe mit Deckenspiegel überfangene Kirchensaal in Nord-Süd-Richtung. Im Norden des Raumes ist eine kleine Empore eingezogen, während sich im Süden eine erhöhte Bühne befindet, vor der ein beweglicher hölzerner Altarblock steht. Durch das Zuschalten mehrerer angrenzender Nebenräume kann der Kirchensaal bei Bedarf vergrößert werden.

## Nutzung
Das Petrus-Gemeindehaus wird von der evangelischen Gemeinde in Langen für verschiedenste Aspekte des Gemeindelebens genutzt. Neben der sonntäglichen Gottesdienstfeier dient das Gebäude vor allem als Treffpunkt für die unterschiedlichen kirchlichen Gruppierungen, z. B. für Treffen des Seniorenkreises oder von Jugend- und Konfirmationsgruppen. Zu besonderen Anlässen finden im Gemeindehaus auch Vorträge und Ausstellungen statt.

## Orgel
Die Orgel des Petrus-Gemeindehauses wurde 1998 von der Orgelbaufirma Gebrüder Oberlinger (Windesheim) angefertigt. Das Instrument verfügt über elf Register auf zwei Manualen und Pedal. Seine Disposition lautet
| I Manual C–g3 |               |    |
| 1.            | Rohrflöte     | 8′ |
| 2.            | Principal     | 4′ |
| 3.            | Oktave        | 2′ |
| 4.            | Mixtur II–III |    |

| II Manual C–g3 |           |       |
| 5.             | Gedackt   | 8′    |
| 6.             | Flöte     | 4′    |
| 7.             | Quinte    | 1 ⁄3′ |
| 8.             | Krummhorn | 8′    |
|                | Tremulant |       |

| Pedal C–f1 |             |     |
| 9.         | Subbass     | 16′ |
| 10.        | Gedacktbass | 8′  |
| 11.        | Flötbass    | 4′  |

- Koppeln: II/I, I/P, II/P